# Bockkogel
Bockkogel är en kulle i Österrike.   Den ligger i distriktet Graz-Umgebung och förbundslandet Steiermark, i den östra delen av landet, 150 km sydväst om huvudstaden Wien. Toppen på Bockkogel är 499 meter över havet, eller 28 meter över den omgivande terrängen. Bredden vid basen är 0,72 km.
Terrängen runt Bockkogel är huvudsakligen platt, men norrut är den kuperad. Runt Bockkogel är det ganska tätbefolkat, med 124 invånare per kvadratkilometer.. Närmaste större samhälle är Graz, 8,4 km nordost om Bockkogel. 
Trakten runt Bockkogel består till största delen av jordbruksmark.